# Aposporella elegans
Aposporella elegans är en svampart som beskrevs av Thaxt. 1920. Aposporella elegans ingår i släktet Aposporella, divisionen sporsäcksvampar och riket svampar.   Inga underarter finns listade i Catalogue of Life.